# Шоймуш (Муреш)
Шоймуш (рум. Șoimuș) — село у повіті Муреш в Румунії. Входить до складу комуни Коройсинмертін.
Село розташоване на відстані 247 км на північний захід від Бухареста, 16 км на південь від Тиргу-Муреша, 86 км на південний схід від Клуж-Напоки, 113 км на північний захід від Брашова.

## Населення
За даними перепису населення 2002 року у селі проживали 469 осіб.
Національний склад населення села:
| Національність | Кількість осіб | Відсоток |
| -------------- | -------------- | -------- |
| румуни         | 462            | 98,5%    |
| угорці         | 7              | 1,5%     |

Рідною мовою назвали:
| Мова      | Кількість осіб | Відсоток |
| --------- | -------------- | -------- |
| румунська | 463            | 98,7%    |
| угорська  | 6              | 1,3%     |